# Kgaogelo Sekgota
Kgaogelo Rathete Sekgota (Seshego, 22 giugno 1997) è un calciatore sudafricano, attaccante dell'Upington City.

## Caratteristiche tecniche
È un'ala destra.

## Carriera

### Club
Prodotto del settore giovanile del Polokwane City, nel 2017 è approdato in Europa firmando con lo Stumbras.
Dopo due stagioni fra le file dei lituani, nel gennaio del 2019 si è trasferito al Vitória Setúbal.

### Nazionale
Nel 2019 ha esordito in nazionale.

## Statistiche
Statistiche aggiornate al 13 aprile 2019.

### Presenze e reti nei club
| Stagione        | Squadra         | Campionato      | Campionato | Campionato | Coppe nazionali | Coppe nazionali | Coppe nazionali | Coppe continentali | Coppe continentali | Coppe continentali | Altre coppe | Altre coppe | Altre coppe | Totale | Totale | Totale |
| Stagione        | Squadra         | Comp            | Pres       | Reti       | Comp            | Pres            | Reti            | Comp               | Pres               | Reti               | Comp        | Pres        | Reti        | Pres   | Reti   |        |
| --------------- | --------------- | --------------- | ---------- | ---------- | --------------- | --------------- | --------------- | ------------------ | ------------------ | ------------------ | ----------- | ----------- | ----------- | ------ | ------ | ------ |
| 2017            | Stumbras        | A               | 12+2       | 1+0        | CL              | 3               | 2               |                    | -                  | -                  |             | -           | -           | 17     | 3      |        |
| 2018            | Stumbras        | A               | 18         | 1          | CL              | 0               | 0               | UEL                | 0                  | 0                  | SL          | 1           | 0           | 19     | 1      |        |
| Totale Stumbras | Totale Stumbras | Totale Stumbras | 32         | 2          |                 | 3               | 2               |                    | 0                  | 0                  |             | 1           | 0           | 36     | 4      |        |
| gen.-giu. 2019  | Vitória Setúbal | PL              | 4          | 0          | CP+CdL          | -               | -               |                    | -                  | -                  |             | -           | -           | 4      | 0      |        |
| Totale carriera | Totale carriera | Totale carriera | 36         | 2          |                 | 3               | 2               |                    | 0                  | 0                  |             | 1           | 0           | 40     | 4      |        |

## Palmarès

### Club

#### Competizioni nazionali
- Coppa di Lituania: 1

Stumbras: 2017
- Coppa di Lega sudafricana: 1

Stellenbosch: 2023